# Karl Ludwig d'Elsa
Karl Ludwig d'Elsa (1 de noviembre de 1849, Dresde - 20 de julio de 1922, Tannenfeld bei Nöbdenitz, Löbichau, Turingia) fue un oficial sajón  quien fue Generaloberst en la Primera Guerra Mundial y que recibió la Pour le Mérite.

## Biografía
Karl Ludwig d'Elsa nació el 1 de septiembre en Dresde en el Reino de Sajonia, el hijo de Ludwig Ferdinand d'Elsa (1806-1882), un Oberstleutnant (Teniente Coronel), y Huberta Louise (née von Brandenstein, murió en 1911).
D'Elsa se unió al Cuerpo de Cadetes en Easter en 1864 y el 1 de abril de 1869 fue elegido enseña en el 101.º (2.º Sajón) Regimiento de Granaderos "Emperador Guillermo, Rey de Prusia" del Ejército real sajón. De octubre de 1869 a abril de 1870 fue asignado a la escuela militar en Erfurt y promovido a Teniente Segundo el 29 de julio de 1870. A partir del 1 de septiembre de 1870 fue adjunto del primer batallón de su regimiento, con el que participó en la guerra franco-prusiana. Participó en las batallas de St. Privat, Beaumont y Sedán, y en el sitio de París. Por su servicio en la guerra franco-prusiana recibió la Cruz de Hierro (1870).
Después de la guerra d'Elsa recibió más entrenamiento del 1 de octubre de 1871 a 1 de marzo de 1872 en el Instituto Militar de Montura de Dresde. De 24 de junio de 1873 a 17 de abril de 1875 fue adjunto regimental en el regimiento de su padre, y después de la 45.ª (1.ª Sajona) Brigada de Infantería. En 1874 fue promovido a Teniente Primero. De 1878 a 1881 fue asignado como comandante de compañía en el Cuerpo de Cadetes. El 1 de abril de 1881 fue ascendido a Capitán y fue asignado como Comandante de Compañía de la 2.ª Compañía del 100.º (1.º Sajón) Regimiento de Granaderos. Dos años más tarde pasó a ser Comandante de Compañía de la 1.ª Compañía del regimiento. En 1887, d'Elsa fue adjunto del XII (1.º Sajón) Cuerpo, y en 1889 fue ascendido a Mayor.
En 1892 se convirtió en comandante del 13.º (2.º Sajón) Batallón de Cazadores. En 1893 se convirtió en Teniente Coronel y en 1895 fue seleccionado como Jefe de la Sección del Ejército General del Ministerio de Guerra sajón. Después d'Elsa fue promovido a Coronel en 1896, y comandaba el 101.º (2.º Sajón) Regimiento de Granaderos "Emperador Guillermo, Rey de Prusia"", después de lo cual lideró como Mayor General (promovido en 1899) la 48.ª (4.ª Sajona) Brigada de Infantería (1900-1902) y la 64.º (6.º Sajona) Brigada de Infantería (1902-1904). Desde el 4 de septiembre de 1902 d'Elsa sirvió como General à la suite del rey Jorge de Sajonia siendo promovido a Generalleutnant el 23 de abril de 1904 sirviendo como Adjunto General. Desde el 19 de junio de 1904 d'Elsa sirvió como comandante de la 24.ª (2.ª Sajona) División; fue ascendido a General der Infanterie el 23 de septiembre de 1908. El 29 de marzo de 1910 fue seleccionado como General Comandante del XII (1.º Sajón) Cuerpo, uno de los tres puestos más altos en tiempo de paz en el contingente sajón del Ejército Imperial Alemán.

### Primera Guerra Mundial
Karl d'Elsa estaba al mando del XII (1.º Sajón) Cuerpo al comienzo de la I Guerra Mundial, parte del predominantemente sajón 3.º Ejército en el ala derecha de las fuerzas que invadieron Francia como parte de la ofensiva del Plan Schlieffen en agosto de 1914. Lideró el XII Cuerpo en la Primera Batalla del Marne y en la Primera Batalla del Aisne. El 17 de abril de 1916 recibió el mando del Armee-Abteilung A en el frente occidental pero fue puesto en estatus de reserva inactiva el 4 de enero de 1917.
Fue condecorado con la Pour le Mérite el 1 de septiembre de 1916.

### Últimos años
D'Elsa fue puesto en reserva inactiva a principios de 1917. El 23 de enero de 1918, fue promovido con el rango de Charakter de Generaloberst (un rango honorífico). Después del armisticio, los Aliados quisieron juzgar a d'Elsa como criminal de guerra por su alegado papel en las atrocidades cometidas contra civiles belgas.
De 1918 a 1922, d'Elsa fue presidente de la Asociación de Veteranos de Guerra sajona. Se retiró del Ejército el 21 de enero de 1920. D'Elsa murió el 20 de julio de 1922 en Tannenfeld bei Nöbdenitz, en el distrito de Löbichau en Turingia.

## Honores
Nacional
- Reino de Sajonia: 
  - Gran Cruz de la Orden del Mérito de Sajonia[5]
  - Caballero Gran Cruz de la Orden de Alberto, con Espadas y Anillos[5]
  - Comandante de 2.ª Clase de la Orden Militar de San Enrique el 3 de mayo de 1915[6]
  - Reconocimiento al Servicio[5]

Extranjero
- Imperio austríaco: Gran Cordón de la Orden imperial de Francisco José[5]
- Reino de Baviera: 1.ª Clase de la Orden Militar al Mérito.[5]
- Bélgica: Gran Oficial de la Orden de Leopoldo[5]
- Japón: 
  - Comandante de la Orden del Sol Naciente[5]
  - Comandante de la Orden del Sagrado Tesoro[5]
- Reino de Italia: 2.ª Clase de la Orden de la Corona de Hierro.[5]
- Reino de Prusia:
  - Caballero Gran Cruz de la Orden del Águila Roja[5]
  - 1.ª Clase de la Orden de la Corona.[5]
  - 2.ª Clase de la Cruz de Hierro (1870).[5]
  - Pour le Mérite el 1 de septiembre de 1916[1]
- Reuss: Cruz de Honor (Reuß línea menor) 1.ª Clase[5]
- Sajonia-Weimar-Eisenach: Caballero gran cruz de la Orden del Halcón Blanco[5]
- Sajonia-Coburgo y Gotha: Caballero gran cruz en la Orden de la Casa Ernestina de Sajonia[5]
- Tailandia: Orden de la Corona de Tailandia 2.ª Clase[5]
- España: Cruz al Mérito Militar, 4.ª Clase[5]
- Reino de Wurtemberg: Comandante con Estrella de la Orden de la Corona[5]

## Familia
D'Elsa contrajo matrimonio dos veces, la primera en 1875 con Margarethe Anna Elise (née Andrée). Después de su muerte en 1888, volvió a casarse en 1891 con Caroline Charlotte (née von Stieglitz). Tuvo tres hijos, Walther, Karl y Johann, y tres hijas, Elisabeth, Margarethe Dorothe y Priska.